# Церковь Святой Елизаветы на Трухановом острове
Церковь Святой Елизаветы — православный храм в Киеве, на Трухановом острове, построенный в 1909—1910 годах и разрушен в 1943 году.

## История храма
В начале XX века население поселения на Трухановом острове достигло 6000, однако здесь не было ни учебного заведения, ни храма. Наконец, в 1909 году было построено и открыто двухклассное училище.
Того же года по проекту епархиального архитектора Евгения Ермакова и при финансовом содействии Давида Марголина было начато возведение каменного храма во имя Святой Елизаветы. Торжественная закладка храма состоялась 21 сентября 1909 года при участии митрополита Флавиана. А 2 сентября 1910 года новопостроенный храм был освящен. Украшением храма стал изготовленный А. Мурашко иконостас. Позже, Елизавета Трепова, жена генерал-губернатора Федора Трепова, подключилась к строительству храма.
Указом Синода от 15 декабря 1911 года церковь была зачислена в безпарафиальные, с обеспечением причта от казны государства.
1916 церковь обогатилась новой иконой Святой Елизаветы, а в 1917 году Церковь отнесли к приходским.
Когда в Киеве была установлена советская власть, которая с самого начала провозгласила свободу вероисповедания, была создана религиозная община, которая в 1921 году получила храм в полное пользование и вскоре богослужения начало осуществляться на украинском языке. Вскоре возник конфликт между сторонниками украинской общины и «славянской» общины храма, смысл которого заключался в желании одной из общин единолично пользоваться храмом. Однако в конце концов ни одной из общин такое право предоставлено не было.

## Закрытие и уничтожение храма
26 марта 1934 года решением горисполкома церковь была закрыта и приспособлено под общежитие для работников телефонной станции. Окончательно храм был уничтожен уже осенью 1943 года, когда немцы сожгли поселение Труханов остров. Фундаменты храма сохранились, и их до сих пор можно увидеть в зарослях кустов на острове.

## Настоятели до 1917 года
- 1911—1917 — священник Е. Эргардт[1]